# Keplerdenkmal (Regensburg)
Das Keplerdenkmal wurde im Jahr 1808 zur Erinnerung an den Astronom Johannes Kepler in Regensburg errichtet und befindet sich heute im Grüngürtel der Fürst-Anselm-Allee unweit vom Hauptbahnhof.

## Entstehungsgeschichte

### Pläne
156 Jahre nach dem Tod des so bedeutenden Astronomen Johannes Kepler (1571–1630) in Regensburg und seiner Beisetzung auf dem Petersfriedhof vor der Stadtmauer wurde der Plan gefasst, ein Denkmal zu seinen Ehren zu errichten. Der Rektor des städtischen Gymnasium poeticum, Professor Ostertag, der nach seiner Berufung 1776 am Gymnasium die Fächer Mathematik und Naturwissenschaften eingeführt hatte, hatte bereits 1785 mit seiner Schrift An das aufgeklärte teutsche Publikum den ersten Anstoß zur Errichtung des Denkmals gegeben. Sein Aufruf hatte sich jedoch als wenig erfolgreich erwiesen. 1806 griff Karl Theodor von Dalberg den Plan zur Errichtung eines Denkmals für Kepler wieder auf und am 1. Februar 1806 wurde ein Spendenaufruf zur Errichtung des Kepler Denkmals entworfen. Den Verfassern des Spendenaufrufs lagen damals schon zwei vorläufige Entwürfe des Denkmals von Emanuel Herigoyen vor. Das Denkmal sollte in der Nähe des Ortes stehen, wo Kepler 1630 begraben wurde und wo das für ihn errichtete Epitaph bis 1633 gestanden hatte. Damals im Dreißigjährigen Krieg hatte der Kommandant der von bayerischen Truppen besetzten Stadt Regensburg in Erwartung des Angriffs schwedischer Truppen den Petersfriedhof mit allen Grabdenkmälern zerstören und einebnen lassen, um freies Schussfeld zu schaffen.

### Errichtung
Das Denkmal wurde 1808 vollendet und am 27. Dezember 1808 eingeweiht. Anlässlich der Weihe verfasste Pater Placidus Heinrich die Festschrift Monumentum Keplero dedicatum Ratisbonae.
1809 wurde der Südosten von Regensburg und damit auch das Umfeld des Denkmals durch flüchtende österreichische Truppenverbände und einen Angriff französischer Truppen schwer betroffen. Das Kepler-Denkmal blieb jedoch von den Kämpfen verschont und bildete nach dem Wiederaufbau des südöstlichen Stadtgebietes und dem Neubau der geradlinig verlaufenden Maximilianstraße den südlichen Abschluss dieser Straße. 

### Versetzung
Als 1859 in Regensburg der Hauptbahnhof gebaut wurde, musste das Monument westlich versetzt werden, da es der geradlinigen Verlängerung der Maximilianstraße zum Bahnhof im Weg stand. So kam das Denkmal an seinen heutigen Ort, in der von Karl Anselm von Thurn und Taxis geschaffenen Fürst-Anselm-Allee.

## Architektur

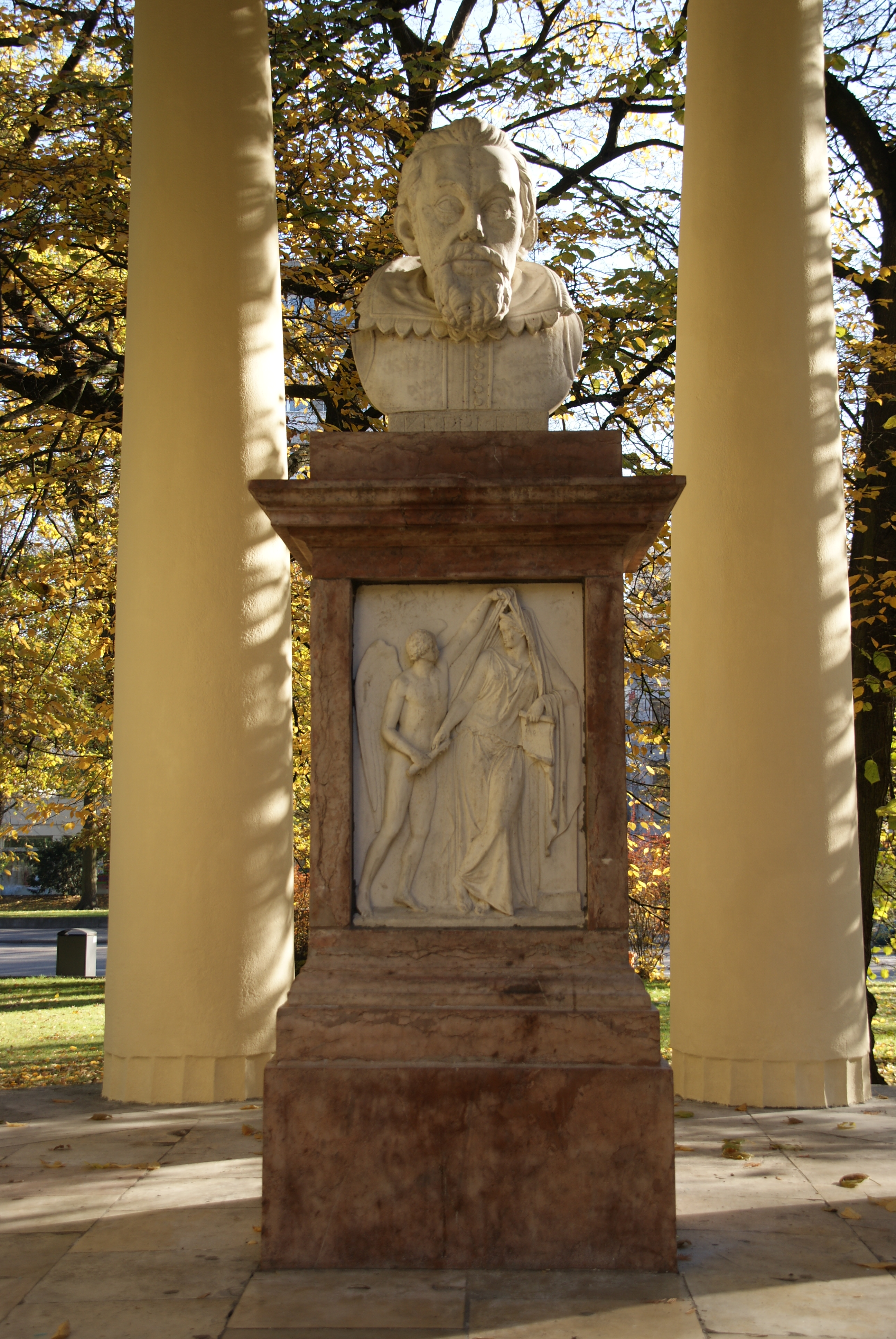
Die Keplerbüste von Friedrich Döll

Die zwei oben erwähnten Entwürfe Herigoyens waren zum einen ein Monopteros und zum anderen ein Kenotaph. Man entschied sich für den Monopteros. Der Tempel wird von acht dorischen Säulen getragen. Auf den Säulen ruht ein Kuppeldach, auf dem eine vergoldete Armillarsphäre angebracht wurde. Der Architrav ist mit Planeten- und Tierkreiszeichen aus Bronze verziert.   
In der Mitte des Rundtempels steht ein Sockel aus rotem Marmor, der die Büste Keplers trägt. Die Vorderseite des Sockels ist mit einem Relief von Heinrich von Dannecker bestückt, das Kepler als Genius darstellt, der den Schleier der Urania hebt. 
Die lebensgroße Büste aus Carrara-Marmor wurde von dem Bildhauer Friedrich Döll nach der Originalbüste von Philipp Jakob Scheffauer ausgeführt, die in der Vorhalle des Kepler-Gedächtnishauses in Regensburg aufgestellt ist. Sie wurde nach historischen Kupferstichen angefertigt und war ursprünglich für die Walhalla bestimmt.